# Airport
Airport és una pel·lícula de dirigida per George Seaton estrenada el 1970. És un dels primers films sobre catàstrofes.

## Argument
A Chicago, de resultes d'una tempesta de neu, un avió s'encalla sobre la pista principal de l'aeroport de Lincoln i bloqueja el trànsit. El director general, Mel Bakersfeld, crida a Joe Patroni per dirigir els equips de socors. Però a bord d'un avió que s'hi apropa hi ha un home que amenaça amb fer-lo volar perquè la seva dona, a qui ha arruïnat, cobri l'assegurança de vida. Els esforços de diversos passatgers i membres de la tripulació ho impedeixen i es pot aconseguir un aterratge d'emergència.

## Repartiment
- Burt Lancaster: Mel Bakersfeld
- Dean Martin: Capità Vernon Demerest
- Jean Seberg: Tanya Livingston
- Jacqueline Bisset: Gwen Meighen
- George Kennedy: Joe Patroni
- Helen Hayes: Ada Quonsett
- Van Heflin: D. O. Guerrero
- Maureen Stapleton: Inez Guerrero
- Barry Nelson: Capità Anson Harris
- Dana Wynter: Cindy Bakersfeld
- Lloyd Nolan: Harry Standish
- Barbara Hale: Sarah Bakersfeld Demerest
- Gary Collins: Cy Jordan
- Jessie Royce Landis: Mrs. Harriet DuBarry Mossman

I, entre els actors que no surten als crèdits:
- Nick Cravat: Nick Valli, un passatger
- Frederick Worlock: Frederick Williams, un passatger

## Anècdotes
Aquesta pel·lícula va posar en marxa una ona de pel·lícules de catàstrofes aèries en els anys 1970. Va agafar el guió de Zero Hour!. Va ser parodiat el 1980 pels germans David i Jerry Zucker amb Airplane!. Van seguir tres pel·lícules, totes amb George Kennedy:
- 1974:  Airport 1975  de Jack Smight
- 1977:  Airport' 77  de Jerry Jameson
- 1978: The Concorde - Airport ' 79 de David Lowell Rich

## Premis
- Oscar a la millor actriu secundària per Helen Hayes
- Globus d'Or a la millor actriu secundària per Maureen Stapleton.
- Golden Laurel pel millor paper secundari femeni per Helen Hayes